# Стюарты
Стю́арты (первоначально гэльск. Stiùbhairt, англ. Steward, Stewart, с XVI века установилось офранцуженное написание англ. Stuart) — династия королей Шотландии (в 1371—1651, 1660—1707 годах), Англии (в 1603—1649, 1660—1694, 1702—1707 годы), Ирландии (в 1603—1649, 1660—1694, 1702—1714 годах) и Великобритании (в 1707—1714 годах). Девиз Стюартов звучал «Мужество крепнет в ране» (лат. Virescit vulnere virtus, англ. Courage grows strong at a wound).

## В Шотландии
Первым известным представителем рода Стюартов был потомственный сенешаль Алан Фиц-Флаад при дворе владетеля Доля. Он прибыл в Британию вскоре после Нормандского завоевания в XI веке. В связи с чем мнения исследователей относительно его происхождения расходятся — он мог быть как бретонцем, так и нормандцем. Алан был сторонником английского короля из Нормандского дома Генриха I, который пожаловал ему земельные владения в Шропшире. Один из его сыновей, Уолтер Фиц-Алан (умер в 1177) в период феодальной анархии в Англии поддерживал императрицу Матильду и сблизился с шотландским королём Давидом I. Около 1136 года Уолтер перебрался в Шотландию, где получил обширные владения в Ренфрушире, пожизненное пэрство и наследственную должность Верховного стюарда (управителя) шотландского королевского двора. От названия должности и произошло фамильное имя Стюартов.
Шестой лорд-стюарт Уолтер Стюарт (1293—1326) женился на Маджори, дочери короля Роберта I Брюса. Их сын Роберт II унаследовал шотландскую корону после смерти своего бездетного дяди Давида II из династии Брюсов. Его преемниками были Роберт III, Яков I, Яков II, Яков III, Яков IV и Яков V.

## В Англии
Дочь Якова V, Мария Стюарт, претендовала на английский трон, будучи правнучкой Генриха VII. Её сын, Яков VI, с прекращением династии Тюдоров в 1603 стал королём Англии под именем Якова I, объединив таким образом английский и шотландский престолы (хотя официальная уния произошла лишь в 1707 году).
Его преемники, короли Англии и Шотландии — Карл I (казнен 1649), Карл II (призван 1660), Яков II, он же Яков VII как король Шотландии (изгнан 1688), Мария II, царствовавшая совместно с мужем Вильгельмом Оранским, также родственником Стюартов, и сестра Марии Анна, при которой было создано единое королевство Великобритания (1707). После смерти Анны в 1714 году её преемником на британском престоле, согласно закону, устраняющему католиков от престолонаследия, стал протестантский курфюрст Ганновера Георг I, внук дочери Якова I (VI), основавший новую Ганноверскую династию.
Тем временем живший в эмиграции на континенте сын Якова II был признан Францией, Испанией и папой королём под именем Якова III, но его попытки овладеть престолом окончились неудачей (см. также Якобиты). Дом Стюартов прекратился в 1807 г. со смертью внука Якова II, кардинала Генриха Бенедикта.
- Тартан Стюартов из Аппина
- Тартан Стюартов из Атолла
- Тартан Стюартов из Голуэя
- Тартан Стюартов из Бьюта